# Beta Hydrae
Beta Hydrae (β Hydrae, förkortat Beta Hya, β Hya) som är stjärnans Bayerbeteckning, är en dubbelstjärna belägen i den södra delen av stjärnbilden Vattenormen. Den har en skenbar magnitud på 4,67 och är synlig för blotta ögat där ljusföroreningar ej förekommer. Baserat på parallaxmätning inom Hipparcosuppdraget på ca 8,9 mas, beräknas den befinna sig på ett avstånd på ca 370 ljusår (ca 110 parsek) från solen.

## Egenskaper
Primärstjärnan Beta Hydrae A är en blå till vit jättestjärna av spektralklass B9 IIIsp. Den har en massa som är ca 3,4 gånger större än solens massa, en radie som är ca 4 gånger större än solens och utsänder från dess fotosfär ca 210 gånger mera energi än solen vid en effektiv temperatur av ca 11 100 K.
Dubbelstjärnans kombinerade skenbara magnitud varierar med 0,04 enheter med en period på 2 344 dygn och är ungefär 4,27 vid maximal ljusstyrka. Primärstjärnan klassificerats som en Alfa2 Canum Venaticorum-variabel.